# Джонстон, Олли
Оливер Мартин «Олли» Джонстон—младший (англ. Oliver Martin "Ollie" Johnston, Jr., 31 октября 1912, Пало-Алто — 14 апреля 2008, Сквим) — американский аниматор, один из девяти выдающихся аниматоров студии Дисней. Был удостоен награды «Легенды Диснея» в 1989 году, а его работы — Национальной медали США в области искусств в 2005 году.
Олли Джонстон проработал на студии 43 года (с 1935 по 1978 год). Его первой работой, в которой он участвовал в качестве ведущего аниматора, был мультфильм «Пиноккио». Помимо этого он принимал участие в создании таких мультфильмов, как «Белоснежка и семь гномов», «Фантазия» и «Бэмби». Его последней полнометражной работой стал мультфильм «Спасатели», в котором Джонстон также был карикатурно воплощён в одном из персонажей — коте Руфусе.
Джонстон был соавтором Фрэнка Томаса при написании книги «The Illusion of Life: Disney Animation», в которой, в частности, описаны 12 принципов анимации. В этой книге собраны приёмы и техника анимации, изобретённые и воплощённые на студии. Фрэнк и Олли были закадычными друзьями, знавшими друг друга ещё со Стэнфорда. Их дружба отражена в документальном фильме «Frank and Ollie», спродюсированном сыном Фрэнка Теодором Томасом, который в 2012 году также занимался продюсированием другого документального фильма «Growing up with Nine Old Men».

## Биография

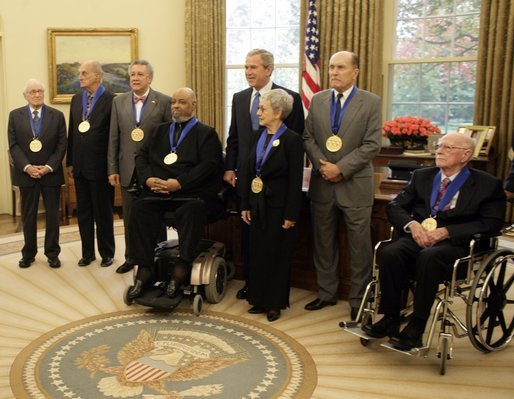
Олли Джонстон (крайний справа) на награждении в 2005 году

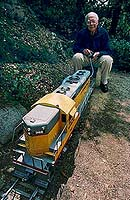
Олли Джонстон на своём локомотиве в 1993 году

Оливер Джонстон родился 31 октября 1912 года в Пало-Алто, Калифорния. Посещал начальную школу при Стэнфордском университете, в котором его отец занимал должность профессора романских языков. После окончания старшей школы Пало-Алто, он вернулся в Стэнфорд и поступил на один год в Chouinard Art Institute.
21 января 1935 года Олли приняли на студию Дисней на должность помощника аниматора, где на раннем этапе развития студии он помогал в производстве короткометражных мультфильмов, таких как «Сад Микки» и «Черепаха и Заяц» (англ. The Tortoise and the Hare). Со своей будущей женой — Мари Уорти — Олли познакомился на студии в 1943 году, где она занималась раскрашиванием кадров. Мари Джонстон умерла в возрасте 87 лет, 20 мая 2005 года.
Одним из увлечений Олли Джонстона были паровозы. На заднем дворе своего дома в городке Ла-Каньяда-Флинтридж, начав в 1949 году, он построил миниатюрную железную дорогу, по которой двигалось три локомотива в масштабе один к двенадцати.  Сейчас эти локомотивы принадлежат его сыну. Эта железная дорога вдохновила Уолта Диснея построить собственную Carolwood Pacific Railroad, а позднее построить железную дорогу в Диснейленде. Сейчас депо в масштабе один к четырём, построенное Олли на своём заднем дворе, отреставрировано и перенесено на новое место недалеко от музея Walt Disney's Carolwood Barn, Лос-Анджелес.
Олли был одним из основателей «Carolwood Pacific Historical Society» наряду со своим коллегой Уордом Кимбаллом.
10 ноября 2005 года Олли Джонстону в овальном кабинете торжественно была вручена Национальная медаль США в области искусств.
Олли умер от старости в городке Сквим штата Вашингтон 14 апреля 2008 года и был последним из живых представителей Девятки диснеевских стариков.

## Работы Олли Джонстона
- Белоснежка и семь гномов — помощник аниматора
- Пиноккио — Пиноккио
- Фантазия — амуры в «Pastoral Symphony», кентавры возле озера
- Бэмби — Бэмби, Топотун
- Три кабальеро
- Сыграй мою музыку
- Песня Юга
- Время мелодий
- Приключения Икабода и мистера Тоада
- Золушка — злые сестры, лакей
- Алиса в Стране чудес — Алиса, королева
- Питер Пэн
- Леди и Бродяга
- Спящая красавица — феи
- 101 далматинец
- Меч в камне
- Мэри Поппинс
- Книга джунглей
- Коты Аристократы
- Робин Гуд
- Множество приключений Винни-Пуха
- Спасатели
- Лис и пёс

## Книги
- Томас Ф., Джонстон О. Иллюзия жизни: анимация Диснея = The Illusion of Life: Disney Animation. — Нью-Йорк: Abbeville Press, 1981. — ISBN 0-89659-232-4.
- Томас Ф., Джонстон О. Слишком смешно, чтобы говорить: величайшие гэги Диснея = Too Funny for Words: Disney's Greatest Sight Gags. — Нью-Йорк: Abbeville Press, 1987. — ISBN 0-89659-747-4.
- Томас Ф., Джонстон О. Бэмби Уолта Диснея: история и фильм = Walt Disney's Bambi: The Story and the Film. — Нью-Йорк: Stewart, Tabori & Chang, 1990. — ISBN 1-55670-160-8.
- Томас Ф., Джонстон О. Диснеевсие злодеи = The Disney Villain. — Нью-Йорк: Hyperion, 1993. — ISBN 1-56282-792-8.

## Появления в мультфильмах
- Олли Джонстон карикатурно воплощён в старом коте Руфусе — персонаже мультфильма Спасатели.
- В мультфильме Суперсемейка студии Pixar, Олли появляется в конце вместе со своим другом Фрэнком.
- В мультфильме Стальной гигант один из машинистов поезда это Олли Джонстон[12].